# Aquilino Calvo
Aquilino Calvo (Vigan, 4 januari 1871 - aldaar, 15 juli 1932) was een Filipijns politicus.

## Biografie
Aquilino Calvo werd geboren op 4 januari 1871 in Vigan in de Filipijnse provincie Ilocos Sur. Hij was een zoon van Juan Calvo en Lucina del Rosario. Calvo studeerde aan het seminarie van Vigan en voltooide een Bachelor of Arts-opleiding en een bachelorstudie medicijnen en chirurgie aan de University of Santo Tomas. 
Calvo was van 1912 tot 1916 gouverneur van de provincie Pangasinan. Bij de verkiezingen van 1916 werd hij gekozen in de Senaat van de Filipijnen. Op 1 februari 1917 nam hij ontslag. Matias Gonzales werd bij speciale verkiezingen op 5 mei 1917 gekozen tot senator voor het restant van zijn termijn tot 1919. Calvo werd benoemd tot gouverneur van Mountain Province, een positie die hij bekleedde tot 1920.
Calvo overleed in 1932 op 61-jarige leeftijd. Hij trouwde in 1899 met Margarita del Rio, een dochter van de Spaanse generaal Julio del Rio.